# Premier League Malti 1971-1972
Il campionato era formato da dieci squadre e lo Sliema Wanderers vinse il titolo.

## Classifica finale
| Pos. | Squadra              | G  | V  | N | P  | GF | GS | Punti |
| ---- | -------------------- | -- | -- | - | -- | -- | -- | ----- |
| 1    | Sliema Wanderers     | 18 | 10 | 6 | 2  | 28 | 7  | 26    |
| 2    | Floriana             | 18 | 10 | 6 | 2  | 17 | 7  | 26    |
| 3    | Valletta F.C.        | 18 | 10 | 4 | 4  | 18 | 13 | 24    |
| 4    | Hibernians F.C.      | 18 | 5  | 8 | 5  | 11 | 11 | 18    |
| 5    | Birkirkara F.C.      | 18 | 4  | 9 | 5  | 17 | 12 | 17    |
| 6    | Gzira United         | 18 | 5  | 7 | 6  | 12 | 12 | 17    |
| 7    | Marsa F.C.           | 18 | 5  | 6 | 7  | 17 | 22 | 16    |
| 8    | Ħamrun Spartans F.C. | 18 | 4  | 7 | 7  | 13 | 13 | 15    |
| 9    | Zebbug Rangers       | 18 | 3  | 7 | 8  | 16 | 32 | 13    |
| 10   | Qormi F.C.           | 18 | 1  | 6 | 11 | 6  | 26 | 8     |

### Spareggio per il titolo
- Sliema Wanderers 2-0 Floriana Spettatori: 12000